# العوالي (مكة)
يعتبر حي العوالي من الأحياء النموذجية في مدينة مكة المكرمة بالمملكة العربية السعودية. يقع الحي في الجزء الجنوبي الشرقي من مكة. يتميز حي العوالي بموقعه الاستراتيجي، إذ يحده من الشمال المشاعر المقدسة، ومن الشرق جامعة أم القرى، ومن الغرب المناطق المركزية القريبة من المسجد الحرام. ويتبع حي العوالي بلدية العزيزية الفرعية.

## التاريخ والنشأة
تأسس حي العوالي في عام 1994، وكان في بداياته من الأحياء قليلة السكان. ومع مرور الوقت، شهد الحي تطوراً عمرانياً كبيراً ساهم في جذب أعداد كبيرة من السكان وأئمة الحرم وكبار التجار إليه. ويعود سبب تسمية الحي إلى موقعه المرتفع ضمن أعالي مكة المكرمة.